# ماريان ويغينز
ماريان ويغينز (بالإنجليزية: Marianne Wiggins)‏ (8 سبتمبر 1947، لانكستر في الولايات المتحدة)؛ روائية أمريكية.